# Zeki Rıza Sporel
Zeki Rıza Sporel (* 28. Februar 1898 in Istanbul; † 3. November 1969 ebenda) war ein türkischer Fußballspieler und einer der erfolgreichsten Torschützen des türkischen Fußballs.

## Spielerkarriere

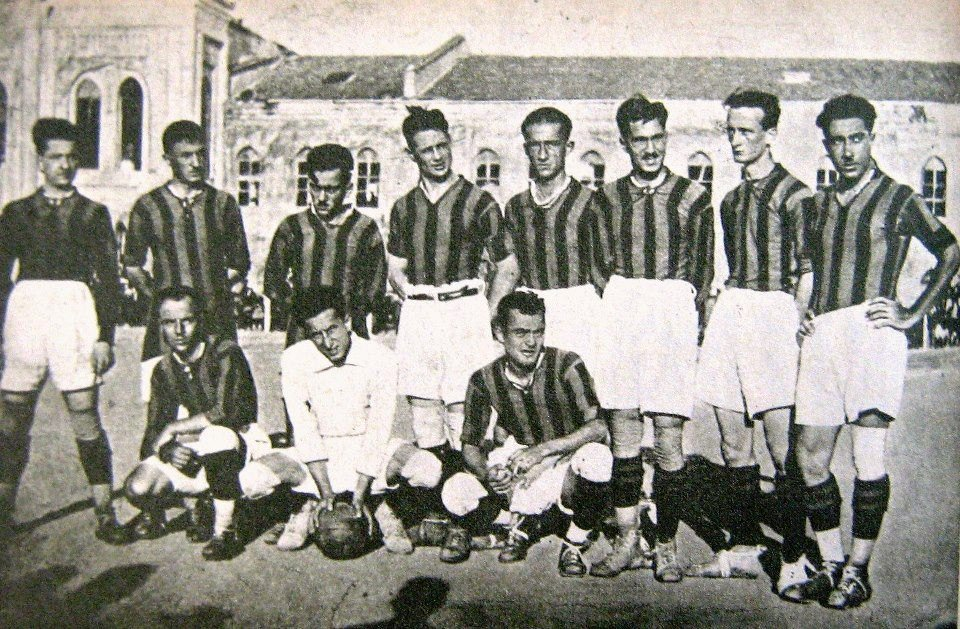
Fenerbahçe (1922/23), von links nach rechts: Hintere Reihe: Bedri Gürsoy, Zeki Rıza Sporel, Ömer Tanyeri, İsmet Uluğ, Sabih Arca, Cafer Çağatay, Fâhir Yeniçay, Kadri Göktulga, Fâhir Yeniçay
Vordere Reihe: Ragıp Mağden, Şekip Kulaksızoğlu, Alaattin Baydar

### Vereine
Zeki begann seine Karriere in den Jugendmannschaften von Fenerbahçe Istanbul. 1915 schaffte er als Stürmer den Sprung in die A-Mannschaft. In den folgenden 18 Jahren bei Fenerbahçe schoss er 470 Tore in 332 Spielen, hatte also einen Durchschnitt von 1,42 Toren pro Spiel. Mit seinen 470 Toren für Fenerbahçe ist er noch heute der erfolgreichste Torschütze der Vereinsgeschichte. In den Spielzeiten 1920/21, 1922/23, 1929/30 und 1932/33 gewann er mit Fenerbahçe die Istanbul-Meisterschaft, eine landesweite Liga gab es damals noch nicht. Mit seinen Toren für Fenerbahçe trug er maßgeblich dazu bei, dass der Verein mitten im Ersten Weltkrieg bzw. von 1914 bis 1921 von den 68 Spielen gegen die Auswahlteams der militärischen Besatzer Istanbuls aus England und Frankreich 66 Siege, 2 Unentschieden und keine einzige Niederlage erreichte.

### Nationalmannschaft
In die türkische Fußballgeschichte ging Zeki ein, da er im ersten Spiel der neu gegründeten türkischen Nationalmannschaft – einem Freundschaftsspiel gegen Rumänien am 26. Oktober 1923 im Istanbuler Taksim-Stadion – das wiederum erste Tor für die gerade in Gründung befindliche türkische Republik schoss. Beim 4:2-Sieg gegen Finnland am 17. Juni 1924 – dem ersten Sieg der türkischen Nationalmannschaft – traf Zeki Rıza Sporel viermal und erzielte somit alle Treffer der Türkei. Insgesamt spielte er 16 Mal für die türkische Nationalmannschaft und schoss dabei 15 Tore. Zehnmal trug er die Kapitänsbinde der Nationalmannschaft. Lange Zeit war er Rekordtorschütze der Nationalmannschaft, bis er von Lefter Küçükandonyadis eingeholt wurde. 1934, bei seinem Abschiedsspiel für Fenerbahçe, erzielte Zeki gegen den FC Wien ein Tor mit einem Freistoß aus 35 Metern. Danach beendete er seine Fußballkarriere. Von 1955 bis 1957 war er Präsident von Fenerbahçe Istanbul.

## Erfolge

### Als Spieler
Mit Fenerbahçe Istanbul
- İstanbul Futbol Ligi: 1920/21, 1922/23, 1929/30, 1932/33
- İstanbul Cuma Ligi: 1920/21, 1922/23
- İstanbul Şildi: 1930
- General Harington Kupası: 1923

Mit der türkischen Nationalmannschaft
- Teilnahme an den Olympischen Sommerspielen: 1924

## Trivia
- Er wurde 1965 in einem von der Tageszeitung Cumhuriyet organisierten Wettbewerb in die beste Elf der letzten 42 Jahre gewählt, d. h. seit der Gründung des türkischen Fußballverbandes.[2]